# Brück
Brück è una città di 4 248 abitanti del Brandeburgo, in Germania.

Appartiene al circondario di Potsdam-Mittelmark ed è capoluogo dell'omonima comunità amministrativa.
A Brück, sono presenti dei laboratori di misurazione delle antenne radio, attrezzati con due torrette di legno alte 54m.

## Geografia antropica

### Suddivisioni amministrative
Brück si divide in 3 zone, corrispondenti all'area urbana e a 2 frazioni (Ortsteil):
- Brück (area urbana)
- Baitz
- Neuendorf